# 司法院釋字第656號解釋
司法院釋字第656號解釋於中華民國98年（2009年）4月3日作成，核心爭點在於名譽權受侵害之人，得否依中華民國民法第195條強迫被告道歉，亦即名譽受損之人可不可以透過國家強迫對方道歉，而可能違反他方拒絕道歉的自由？是中華民國言論自由中，繼釋字第577號解釋後有關不表意自由、人性尊嚴及良心自由的重要解釋。
大法官並未直接宣告民法條文違憲，而是以合憲性限縮解釋之方式，要求法院只能將強迫道歉當作最後手段，僅於其他方法皆不足以回復被害人名譽時，方可命加害人公開道歉，且不得損及其人性尊嚴。

## 解釋文
民法第一百九十五條第一項後段規定：「其名譽被侵害者，並得請求回復名譽之適當處分。」所謂回復名譽之適當處分，如屬以判決命加害人公開道歉，而未涉及加害人自我羞辱等損及人性尊嚴之情事者，即未違背憲法第二十三條比例原則，而不牴觸憲法對不表意自由之保障。

## 案件背景
本案經最高法院判決後，新新聞等被告六人不服，聲請大法官解釋，認為該終局判決中所適用民法第195條規定及相關法令有違憲之疑義。

### 後續動向
此後，另案聲請人朱育德不服終審法院命道歉之判決，聲請解釋憲法，大法官並於中華民國109年（2020年）3月24日召開公開說明會（會台字第12668號聲請解釋案公開說明會），後續大法官將可能做出變更或補充之解釋。
其爭點題綱如下：
一、命加害人強制公開道歉所涉基本權利為何？民法第195條第1項後段規定（下稱系爭規定）：「其名譽被侵害者，並得請求回復名譽之適當處分。」有關「回復名譽之適當處分」應如何於名譽權及可能牽涉之基本權利間取得平衡？
二、系爭規定所謂回復名譽之適當處分，是否得包括法院以判決命加害人公開道歉之處分？本院釋字第656號解釋之意旨是否應予變更？
中華民國111年2月25日，由在憲法訴訟法施行後自大法官會議所改組而成的憲法法庭，就朱育德、盧映潔、中國時報文化事業股份有限公司、陳敏鳳等人於104年後依序提出之數項聲請，併案作成憲法法庭111年憲判字第2號判決（會台字第12668號），變更上述司法院釋字第656號解釋之見解，認為法院以判決命加害人道歉之處分，有違憲法保障人民言論自由及思想自由之意旨，故系爭規定所稱之「適當處分」應不包括該情形。

## 理由書

### 名譽權
大法官認為，名譽權旨在維護個人主體性及人格之完整，為實現人性尊嚴所必要，受憲法第二十二條所保障...（民法第195條）在使名譽被侵害者除金錢賠償外，尚得請求法院於裁判中權衡個案具體情形，藉適當處分以回復其名譽。

### 被告之不表意自由
大法官認為，憲法第十一條保障人民之言論自由，依本院釋字第五七七號解釋意旨，除保障積極之表意自由外，尚保障消極之不表意自由。（民法第195條）既包含以判決命加害人登報由道歉，即涉及憲法第十一條言論自由所保障之不表意自由。國家對不表意自由，雖非不得依法限制之，惟因不表意之理由多端，其涉及道德、倫理、正義、良心、信仰等內心之信念與價值者，攸關人民內在精神活動及自主決定權，乃個人主體性維護及人格自由完整發展所不可或缺，亦與維護人性尊嚴關係密切

### 比例原則之審查
大法官認為，（民法第195條）符合目的正當性、手段適合性，但就手段必要性部分，予以合憲性限縮解釋，如果要求公開道歉，涉及加害人自我羞辱等損及人性尊嚴之情事者，即屬逾越回復名譽之必要程度，而過度限制人民之不表意自由。亦即大法官認為強迫道歉仍然可以作為維護原告名譽權的「最後手段」。

### 不予受理之部分
大法官認為，就聲請人聲請關於民法第一百八十四條第一項前段、第一百九十五條第一項前段...等及聲請就釋字第509號解釋為補充解釋之部分，不符聲請要件，不予受理。

## 意見書
本釋字共有7份意見書。

### 本案於程序上不應受理
徐璧湖、池啟明大法官提出部分不同意見書，認為本案之爭議其實為「法院之見解」，也就是法院審理個案後，適用民法第一百九十五條第一項後段規定所表示之見解，並非針對民法第195條本身是否違憲而發生爭議，並不在大法官會議有權解釋之範圍內，而不符合聲請之要件，應不予受理。

### 受理之範圍過窄
許玉秀大法官提出部分不同意見書，認為大法官應就釋字第509號解釋為補充解釋，許大法官認為既然在民事規範中，是否適用釋字第509號解釋有如此高度之爭議，多數意見的迴避態度，將使名譽權與言論自由間衝突，在民事賠償與刑事處罰間是否有一致之標準，仍舊陷入曖昧而混沌的爭執之中。而許大法官認為，釋字第509號解釋所揭示的其實是一般性的證據法則，旨在說明在侵害他人名譽權的事件當中，一個具備程序正當性的證據法則，應該如何分配原告與被告的舉證責任。這個正當證明程序原則，從憲法上來看，為了達成公平審判的目的，應該同時適用於民刑事案件。
林子儀大法官也提出提出部分不同意見書，認為大法官應受理就民法第184條第一項前段及釋字第509號解釋部分之聲請。林大法官認為目前民事審判實務就應否適用本院釋字第509號解釋之意旨，既存有爭議，本院即應於適當之案件，就該議題予以澄清說明。...民法第184條第一項前段規定於侵害名譽之侵權行為事件，同時涉及名譽權及言論自由二項憲法上基本權利，該規定是否合憲，本即涉及二種基本權利發生衝突時，應有如何權衡之憲法原則之闡釋，應有受理並為解釋之價值與必要。

### 主張強迫公開道歉違憲
許宗力大法官提出部分協同意見書，認為強迫道歉原則應屬違憲。許大法官認為，強迫道歉所牽涉者不僅是不表意自由，也因令其感到屈辱，還包括人格尊嚴，且所涉內容如涉及倫理對錯的良心問題，甚至還涉及良心自由。...通常而言，採取諸如由法院判命敗訴之加害人負擔費用，刊載澄清事實之聲明，或被害人勝訴判決之啟事，即已足夠，不應強行強迫被告道歉。
李震山大法官，亦採與許宗力大法官相類似的見解，只有在最限縮之情況下方有合憲之可能。提出協同意見書，主張強迫自認無過咎者背於自身確信而道歉，使表意人產生是否成為他人宣示信念工具、應否認同他人價值判斷之內心衝突時，若再涉「公開」而要求表意人眾所矚目下「低頭認錯」，公開報復羞辱形成精神上處罰之意味甚濃。於此情形下，加害人既不願道歉，被害人又執意為之，民事法院豈能成為以牙還牙之促成者，又豈能成為道德倫理之強制教化者，法院本於「不損及人性尊嚴」之解釋意旨，於前述情事下之裁量空間恐已大幅萎縮。且若系爭規定仍得作為該等強制加害人公開道歉之依據，即已逾越回復名譽之必要程度而不符合必要性原則。
雖然許宗力大法官與李震山大法官認為強迫道歉已經涉及加害人之良心自由，屬於人格尊嚴中核心的部分，法律不應該成為滿足原告「羞辱」他方的工具，但仍勉強接受多數採取限縮解釋的方式。

## 學術評析

### 張嘉尹教授之評析
張嘉尹教授較支持許宗力及李震山大法官之見解，認為強迫道歉已嚴重抵觸人性尊嚴，無法作為回復名譽的合憲手段。教授認為雖名譽權之受損是來自人民所為，然而不表意自由的限制卻是由國家公權力所發動，強迫道歉實質上很難不涉及「道德、倫理、正義、良心等內在信念與價值」，而已侵犯其「良心自由」，違反行為人意願強迫其道歉，已侵害其自主決定權，而否定了其主體性與人格完整性。此外教授亦認為既然實務就民事事件是否適用「真實惡意原則」有所爭議，為達成一統一權衡原則，而有補充解釋之必要性，應補充解釋釋字第509號解釋。

### 李念祖教授之評析
李念祖教授亦提出此釋字僅立基於不表意自由，而未積極確立「良心自由」於憲法階層之意涵，有所缺憾，教授對良心自由之闡述如下：
良心自由係源自選擇信仰的自由，至所謂信仰，除宗教以外尚包含世界觀、主義、倫理道德觀等信念，在宗教、思想、言論等自由個別化而有其特定保護範圍後，良心自由即偏重在善與惡、是與非判斷的倫理道德取向上，而以維護道德上人格為要旨。
教授進而認為良心自由包含個人「拒絕自我否定的基本權利」，強迫道歉即為良心強制，若僅只是澄清客觀事實或許尚能接受，但如果是以公權力強迫表達主觀上之悔意，淪為以羞辱換取羞辱，並無正當性。此外教授亦認為本釋字未能延伸釋字第509號解釋，使其範圍可達於民事責任，令人扼腕。

### 楊智傑教授之評析
楊智傑教授認為，釋字第656號解釋所要求之強制道歉，應屬於對於個人意見表達重要的言論自由,其內容涉及「人性尊嚴」,並與言論自由保護目的的「實現自我、溝通意見」有關。教授認為對此種涉及自我內心思想、自我意見的言論，應採取嚴格審查標準。亦即，政府對於保護名譽，應有重大公共利益，且對於追求該重大公共利益，應採取量身訂作手段，亦即必須採取侵害最小手段。因而，釋字第656號解釋允許強制道歉，是否為侵害最小手段，仍可商榷。
編註：目前本釋字似採中度審查標準。

## 外部連結
- 司法院-釋字第656號解釋 （页面存档备份，存于）